# Halmosy Endre
Halmosy Endre (Heidelberger Endre, Németkeresztúr, Sopron megye, 1829. október 27. – Budapest, 1895. augusztus 21.) jogi doktor, királyi kúriai tanácselnök, országgyűlési képviselő.

## Élete
Jogi tanulmányait 1850-54-ben a bécsi egyetemen végezte, ahol a jogi doktori oklevelet is megszerezte. Heidelberger családi nevét 1862-ben változtatta Halmosira. 1854. május 1-jétől a bíróságnál volt alkalmazva s különösen 1861–67-ig a soproni megyetörvényszéknél mint telekkönyvi igazgató és előadó. 1867 októberében a sopronmegyei nagybaromi kerület országgyűlési képviselőnek választotta meg és két ülésszakon át 1872. május 1-jéig működött. Horváth Boldizsár akkori igazságügyminiszter javaslatára osztálytanácsosnak kineveztetvén, 1869. január 1-jétől 1872. június 1-jéig az igazságügyi miniszterium kodifikácionális osztályában is működött; ezen állásában szervezte 1869-ben a központi telekhivatalt és vezette annak igazgatását; ezenkívül részt vett az igazságügyi reformmunkákban; ő dolgozta át az 1855. évi telekkönyvrendelvényt az erdélyi részek számára, belefoglalván a módosító rendeleteket és utasításokat. Tőle származtak az úrbéri törvényjavaslatok, az elsőbiróságok szervezéséről, a királyi ügyészségről szóló munkálatok, az ügyvédi rendtartás és közjegyzői törvényjavaslatok; mint előadó ő készítette el az elsőbiróságok szervezésére vonatkozó összes előmunkálatokat, úgy hogy 1872. január 1-jén az elsőbiróságok életbeléptetése lehetségessé vált. Ezen időszakban az országgyűlésen is e reformmunkában működött. 1870-ben miniszteri tanácsossá neveztetett ki. A bíróságok szervezése után 1872. június 1-jén a királyi kúriához mint rendes bírót osztották be s ezen állásában 1894 februárig működött, midőn tanácselnökké nevezték ki. Mint kúriai bíró is több kodifikácionális értekezleten (enqueteben) vett részt és az igazságügyminiszter megbízásából ő készítette a magyar magánjog dologi részére, úgy a telekkönyvre vonatkozó javaslatokat. A budapesti ügyvédi vizsgáló bizottságnak is elnöke volt.
Cikkeket írt az 1860-as években a Törvényszéki Csarnokba (különösen a telekkönyvi kérdésekről), a Jogtudományi Közlönybe (1871. Az európai hiteltelekkönyvek és hiteltelekkönyvi rendszerek vázlata, 1881. A telekkönyvi bejegyzés alaki feltételeiről), a Jogba, az Ügyvédek Lapjába, a Pesti Naplóba s Reformba; országgyűlési beszédei: 1869-ben a birói hatalomról szóló törvényjavaslathoz hoszszabb beszédben szólt, A vasutak és csatornák bekeblezése, Házadó, Közadó, Szőlőváltság, Uzsoratörvény, Kisajátítási törvény sat. ügyében a Naplóban.

## Munkái
- A telekkönyvi rendszer alapelvei. Sopron, 1865 Online
- A nyilvános és szóbeli polgári peres eljárás elvei. Sopron, 1866
- Tervezet törvénykezésünk rendezéséhez. Pest, 1868
- Jogászgyűlési vélemény a szóbeliség és közvetlenség behozatala tárgyában. Budapest, 1870
- Törvényjavaslat a telekkönyvi rendtartás és ügyvitel tárgyában. Budapest, 1876 (kiadta az igazságügyminiszterium)
- Dologi jog. Budapest, 1882 (Az általános magánjogi törvénykönyv tervezete és indokolás. A m. kir. igazságügyi miniszter megbízásából)